# Видобування природного газу
Природний газ і нафта є високоефективними енергоносіями, основними у виробничих процесах і комунальному господарствіб а також цінною хімічною сировиною. Вуглеводні забезпечують близько половини всієї енергії, яка сьогодні споживається в Україні.
Джерелами газу і газоконденсату є родовища, приурочені до традиційних колекторів (газові, газонафтові, газоконденсатні), попутний газ нафтогазових родовищ, а також скупчення газу у щільних сланцевих породах, метан вугільних родовищ та поклади газу в вигляді газогідратів.
Видобування природного газу і нафти здійснюють шляхом розробки родовищ вуглеводневої сировини свердловинним способом.

## З історії газовидобування

### Початки газовидобутку
Зародження газової галузі відносять до 18-19 ст., коли почали отримувати газ з кам'яного вугілля для освітлення міст Франції та Великої Британії. Газогенератори з'явилися в 19 ст.
Комерційний видобуток природного газу та транспортування у США датуються 1859 роком, коли Едвін Дрейк видобував нафту біля Титусвілля, Пенсильванія. Природний газ, що супроводжував видобуток сирої нафти, був небажаним побічним продуктом зусиль з видобутку нафти, який часто просто видалявся або спалювався. Однак незабаром невеликі обсяги природного газу почали надходити до місцевих муніципалітетів, щоб витіснити обсяг виробленого газу, який використовувався в системах раннього розподілу для освітлення та палива.
З середини 1850-х рр. для видобування рідин, таких як природний бензин, із сирої нафти, видобутої з пласта, використовуються різні типи переробних підприємств. Однак протягом багатьох років природний газ не був шуканим паливом. До початку 20 століття більша частина його спалювалася або просто випускалася в атмосферу, головним чином тому, що доступна технологія трубопроводів дозволяла передачу газу лише на дуже короткі відстані.

### Промислове видобування газу у ХХ ст.
Лише на початку 1920-х років, коли були розроблені надійні методи зварювання труб, виникла потреба в переробці природного газу. До 1930-х років існувала попередня мережа газопроводів відносно великих відстаней, а деякі заводи з переробки природного газу були встановлені у основних виробничих районах. Однак депресія 1930-х років і тривалість Другої світової війни уповільнили зростання попиту на природний газ у США та потребу в більшій кількості переробних підприємств.
Після Другої світової війни, особливо в 1950-х роках, розробка пластмас та інших нових виробів, що потребували природного газу та нафти як виробничого компонента, збіглася з вдосконаленням зварювання трубопроводів та технологій виготовлення трубопроводів. Підвищений попит на природний газ як промислову сировину та промислове паливо сприяв зростанню основних транспортних систем природного газу, що, в свою чергу, покращило товарність та доступність природного газу для житлових та комерційних потреб.
Природний газ і нафта та продукти їх переробки істотно впливають на економіку країни, на підвищення матеріального добробуту людей. Розвитку газової і нафтової промисловості в Україні, як і в інших нафтогазовидобувних державах світу, приділяється велика увага. Свідченням тому є історія розвитку газової і нафтової промисловості в Україні, яка нараховує більше 100 років, а також значні асигнування, які вкладає держава і приватні компанії у пошуки і розвідку вуглеводневої сировини. На початку ХХ століття у Прикарпатті почали застосовувати попутний нафтовий газ у промислових обсягах. Перший в Україні газопровід Борислав-Дрогобич був збудо-ваний у 1912 році. Початок масштабного видобутку та використання природного газу на теренах України пов'язаний із відкриттям у 1920 році Дашавського газового родовища, яке почали експлуатувати з 1924 року. Сьогодні провідне місце за видобутком природного газу і нафти посідає Східний нафтогазоносний регіон України. Основні родовища природного газу і нафти знаходяться у Харківській, Полтавській, Чернігівській, Сумській і Дніпропетровській областях.
Найбільше газове родовище — Шебелинське (80 % усіх запасів природного газу в Україні), на другому місці за запасами газу Західно-Хрестищенське газоконденсатне родовище, яке експлуатується з 1970 року (початкові видобувні запаси категорій А+В+С1: газу — 335100 млн м³; конденсату — 13289 тис. т.), за ним йде Єфремівське газоконденсатне родовище, яке експлуатується з 1967 року (початкові видобувні запаси категорій А+В+С1: газу — 109970 млн м³; конденсату — 2595 тис. т.).
У Прикарпатській нафтогазоносній провінції працюють нафтогазовидобувні управління у Бориславі і Долині. Поклади газу зосереджені у верхньоюрських, верхньокрейдових і міоценових відкладах.
У Причорноморсько-Кримській нафтогазоносній області станом на 2014 рік експлуатувалося 17 газових родовищ. Промислові газові, газоконденсатні та нафтові поклади розташовані в палеогенових і нижньокрейдових гірських породах на глибині від 100 м до 4 500 м. У підводних надрах Чорного моря родовища газу знаходяться на глибині 300—750 м. Найбільші газові родовища — Штормове, Фонтанівське, Голіцинське. Переважна більшість вуглеводневих родовищ пов'язана з зонами глибинних розломів.
У 1950–1970-х роках в Україні видобуток природного газу і нафти поступово зростав. Найбільшого рівня видобутку нафти разом із газовим конденсатом досягнуто у 1972 році — 14,4 млн т, а природного газу у 1975 році — 68,7 млрд м3. Починаючи з другої половини 1970-х років видобуток нафти і природного газу в Україні стабільно скорочувався у зв'язку з виснаженням старих родовищ, які інтенсивно експлуатувалися під час перебування України у складі СРСР.

## Сучасний стан газовидобутку в Україні і світі
| Країна                             | 2010               | 2010                       | 2006               | 2006                       |
| Країна                             | Видобуток, млрд м³ | Частка світового ринку (%) | Видобуток, млрд м³ | Частка світового ринку (%) |
| Росія                              | 647                |                            | 673,46             | 18                         |
| США                                | 619                |                            | 667                | 18                         |
| Канада                             | 158                |                            |                    |                            |
| Іран                               | 152                |                            | 170                | 5                          |
| Норвегія                           | 110                |                            | 143                | 4                          |
| Китай                              | 98                 |                            |                    |                            |
| Нідерланди                         | 89                 |                            | 77,67              | 2,1                        |
| Індонезія                          | 82                 |                            | 88,1               | 2,4                        |
| Саудівська Аравія                  | 77                 |                            | 85,7               | 2,3                        |
| Алжир                              | 68                 |                            | 171,3              | 5                          |
| Узбекистан                         | 65                 |                            |                    |                            |
| Туркменістан                       |                    |                            | 66,2               | 1,8                        |
| Єгипет                             | 63                 |                            |                    |                            |
| Велика Британія                    | 60                 |                            |                    |                            |
| Малайзія                           | 59                 |                            | 69,9               | 1,9                        |
| Індія                              | 53                 |                            |                    |                            |
| ОАЕ                                | 52                 |                            |                    |                            |
| Мексика                            | 50                 |                            |                    |                            |
| Азербайджан                        |                    |                            | 41                 | 1,1                        |
| Інші країни                        |                    |                            | 1440,17            | 38,4                       |
| Світовий видобуток природного газу |                    | 100                        | 3646               | 100                        |

У 2013 році нафти і газового конденсату в Україні було видобуто лише 2,97 млн т, а природного газу — 19,34 млрд м3. Через значне падіння видобутку нафти і газу в Україні утворився дефіцит енергоносіїв. Тому на державному рівні здійснювалися заходи із упровадження ефективних способів збільшення обсягів видобутку нафти та природного газу.
Станом на 01.01.2021 в Україні було 467 об'єктів обліку (родовища природного газу та перспективні газові площі). Більшість із них є комплексними: 65 нафтових, 111 газових, 18 нафтогазових і газонафтових, 155 газоконденсатних, 115 нафтогазоконденсатних, 3 газоконденсатнонафтових, у промисловій розробці знаходиться 285 родовищ із балансовими (видобувними) запасами природного газу 618 719 млн м3. Підготовлені до промислового освоєння 22 об'єкти з балансовими (видобувними) запасами газу 26 143 млн м3.
На території України є три нафтогазоносні регіони: Західний (охоплює Волино-Подільську газонафтоносну провінцію, Передкарпатську нафтогазоносну провінцію, Карпатську складчасту нафтоносну область, Закарпатську газоносну область), Східний (ДДз) і Південний (Південно-Кримська нафтогазоносна провінція). У 2014 році видобуток нафти і газового конденсату продовжував падати, їх було видобуто 2,72 млн т, а видобуток природного газу вдалося стабілізувати і навіть дещо збільшити до 19,8 млрд м3.
У 2019 році в Україні видобуто 2,4 млн т нафти і газоконденсату та 20,6 млрд м3 природного газу.
У 2020 році в Україні видобуто 2,4 млн т нафти і газоконденсату та 20,2 млрд м3 природного газу.
У 2021 році видобуток газу склав 19,8 млрд м3.

## Методи інтерсифікації видобування газу і газового конденсату
- Гідравлічний розрив пласта
- Соляно-кислотна обробка газових свердловин
- Гідропіскоструминна перфорація
- Інтенсифікація видобутку газу за допомогою вибухових речовин
- Інтенсифікація припливу газу і конденсату акустичною дією на привибійну зону пласта
- Підвищення конденсатовіддачі пласта при нагнітанні газоподібних агентів